# ロルヒオ・アルバレス
ロルヒオ・アルバレス（Lorgio Álvarez Roca, 1978年6月29日 - ）は、ボリビア・サンタ・クルス・デ・ラ・シエラ出身の元サッカー選手。元ボリビア代表である。現役時代のポジションはディフェンダー。
ボリビア代表として2001年、2004年、2007年の3回のコパ・アメリカに出場した。ペルーで開催された2004年大会ではゴールを決めた。

## 所属クラブ
- 1995-2002  クルブ・ブルーミング
- 2003-2004  オリエンテ・ペトロレーロ
- 2005  セロ・ポルテーニョ
- 2005-2006  CAインデペンディエンテ
- 2007-2008  セロ・ポルテーニョ
- 2008-2009  クラブ・リベルタ
- 2009-2010  クルブ・ブルーミング
- 2011-2016  クラブ・ボリバル
- 2016  クルブ・ブルーミング
- 2018  クラブ・デストロイヤーズ

## タイトル
- クルブ・ブルーミング
  - 1998, 1999, 2009クラウスーラ リーガ・ボリビアーノ
- セロ・ポルテーニョ
  - 2005 リーガ・パラグアージャ
- クラブ・リベルタ
  - 2008 リーガ・パラグアージャ
- クラブ・ボリバル
  - 2011, 2013クラウスーラ, 2014アペルトゥーラ, 2015クラウスーラ リーガ・ボリビアーノ